# Полевки
Полевките (Arvicolinae) са подсемейство гризачи от семейство Хомякови. Разпространени са по целия свят (без Австралия) и са представени от 111 вида (в България от 8).
Обикновената полевка (Microtus arvalis) има повсеместно разпространение в България, особено в равнинните райони. Тя е всеяден гризач, макар да предпочита люцерната и детелината. Допреди 30 години се считаше, че полевката избягва посевите с пшеница и ръж, което напълно се опровергава от няколкото бедствени размножавания на този вредител именно в житните посеви през последните години.[ неясно? ]

## Морфологични белези
- Полевката е покрита с гъста сива козина, по-светла по коремната страна.
- Тялото има дължина около 12 cm, а опашката е дълга 3 – 4 cm.
- Предните крака имат по 4 пръста, а задните – по 5.

## Особености в поведението и размножаването
- Живее в ходове в почвата. Ходовете са с диаметър 3 – 5 cm и полевката ги прави през цялата година, като през лятото предпочита по-ниските и влажни места, а през зимата – по-сухите и отцедливи места.
- Полевката живее в колонии. Гнездото си устройва на дълбочина 30 cm и го постила със суха трева.
- Една женска обитава участък от 90 – 100 m². Тя ражда 4 – 6 пъти в годината по 4 – 7 малки. Бременността трае 20 – 21 дни. Следващото оплождане може да се извърши в деня на раждането.
- Рамножаването започва през февруари-март, като достига максимума си през юни. Малките достигат полова зрелост 45 дни след раждането си.
- Опасни бедствия от обикновената полевка може да се очакват, в случай че август и септември изобилстват с валежи и е налице обилен тревен покров, т.е. храна.

## Значение за аграрното производство
Полевката е неприятел с изразена икономическа значимост за аграрното производство. Щетите върху добивите от земеделските култури през години с каламитет могат да достигнат 50 %. Ето защо, периодично се налага провеждане на растително-защитни практики с пестициди върху големи площи, което от своя страна много често рефлектира негативно върху другите диви животни.